# قشر مرفه (مجموعه تلویزیونی ۲۰۱۵)
قشر مرفه (انگلیسی: High Society; کره‌ای: 상류사회) یک مجموعهٔ تلویزیونی کره جنوبی سال ۲۰۱۵ با بازی یوئی، سونگ جون، پارک هیونگ شیک و لیم جی یون است.
این مجموعه از ۸ ژوئن تا ۲۸ ژوئیه روزهای دوشنبه و سه‌شنبه ساعت ۲۱:۵۵ (کی‌اس‌تی) از اس‌بی‌اس برای ۱۶ قسمت پخش شد.

## بازیگران

### اصلی
- یوئی در نقش جانگ یون ها
- سونگ جون در نقش چوی جون گی
- پارک هیونگ شیک در نقش یو چانگ سو
- لیم جی یون در نقش لی جی یی